# Bartsia
Bartsia is een geslacht van kruidachtige planten uit de bremraapfamilie (Orobanchaceae). Het geslacht omvat een soort Bartsia alpina.

## Naamgeving en etymologie
De botanische naam Bartsia is door Linnaeus vernoemd naar Johann Bartsch (1709-1738), een botanicus en arts uit Königsberg.

## Kenmerken
Bartsia omvat  meerjarige-, soms eenjarige kruidachtige planten. Het zijn net als de bremrapen halfparasieten, die met zuignappen aan de wortels (haustoria) de wortels van waardplanten binnendringen en water en voedingszouten opnemen.
De plant heeft meestal zittende, ei- tot lancetvormige stengelbladeren met gekartelde bladranden, die naar boven toe meer op de schutbladen lijken.
De bloemen staan in een korte, terminale tros of verspreid in de bladoksels. De tweeslachtige bloemen zijn tweezijdig symmetrische en bestaan uit een dubbel bloemdek. De kelkbladeren zijn gefuseerd tot een klok of beker, met min of meer twee lippen, de rand diep verdeeld tot vier driehoekige kelktanden.
De kroonbladeren zijn eveneens versmolten tot een min of meer tweelippige buis. Ze zijn meestal violet, paars of geel gekleurd. De bovenlip is tot een kap gebogen, de onderlip is vlak en heeft drie gelijkvormige lobben. 
In de kap van de bovenlip bevinden zich twee korte en twee lange, behaarde meeldraden. 
De vrucht is een doosvrucht die tot 50 kleine, gevleugelde zaden kan bevatten.

## Taxonomie
Het geslacht Bartsia is reeds in 1753 door Carl Linnaeus in zijn Species plantarum vermeld met als typesoort de alpenhelm, Bartsia alpina L.,  als lectotype beschreven.

## Verspreiding en habitat
Leden van dit geslacht komen vooral voor in alpiene zones rond de boomgrens en hoger, op open, zonnige maar vochtige plaatsen zoals vochtige graslanden, vennen en poelen en open plekken in het bos. Soorten die lager voorkomen vindt men vooral in vennen of in verstoorde habitats zoals weiden en akkers.
... · 
Bartsia · 
Castilleja · 
Euphrasia (Ogentroost) · 
Lathraea (Schubwortel) · 
Melampyrum (Zwartkoren) · 
Odontites (Helmogentroost) · 
Orobanche (Bremraap) · 
Pedicularis (Kartelblad) · 
Parentucellia · 
Rhinanthus (Ratelaar) · 
...